# Lumsden, Saskatchewan
Lumsden är en ort i Kanada.   Den ligger i provinsen Saskatchewan, i den sydöstra delen av landet, 2 200 km väster om huvudstaden Ottawa. Lumsden ligger 496 meter över havet och antalet invånare är 1 477.
Terrängen runt Lumsden är huvudsakligen platt. Lumsden ligger nere i en dal. Runt Lumsden är det ganska tätbefolkat, med 86 invånare per kvadratkilometer.. Det finns inga andra samhällen i närheten.
Trakten runt Lumsden består till största delen av jordbruksmark.